# エンガ堀
エンガ堀（えんがぼり、えんがほり）は、東京都練馬区、豊島区および板橋区を流れる河川。現在は全て暗渠化されている。江川というのが元の名称であったとも伝えられている。

## 流路
主な水源は千川上水の漏水であるが、練馬区栄町にある浅間神社・江古田斎場付近の湧水も水源となっていた。このため二つの流路がある。
千川上水からの流路は練馬区旭丘の千川上水跡に発し、現在の区営長崎６丁目アパート（旧都営長崎住宅）付近（豊島区長崎）、東京都立豊島高等学校の西側、板橋区向原の向原団地を流れ、板橋区大谷口北町の耕整橋直下で石神井川に合流する。こちらは現在、下水道向原幹線となっている（東京都下水道台帳ホームページで参照可）。
浅間神社･江古田斎場からの流路はきらぼし銀行江古田支店の北側、品川電線工場敷地内を流れ、板橋区向原の向原ゴルフセンターで千川上水からの流れに合流する。
石神井川に合流する板橋区大谷口北町は盆地になっており、かつては田毎の月が映える「山崎たんぼ」といわれる湿地帯であった。現在では板橋区立大谷口小学校の敷地にもなっている。エンガ堀はこの農業用水として重要であった。